# Жюминер, Бертен
Бертен-Гаэтан Жюминер (фр. Bertène-Gaëtan Juminer; 6 августа 1927 года, Кайенна, Французская Гвиана — 26 марта 2003 года, Труа-Ривьер, Гваделупа) — французский писатель, активный сторонник сохранения и развития креольских языков, ректор Академии Антильских островов и Гвианы, по профессии врач, сотрудник ЮНЕСКО, командор Ордена Почётного легиона.

## Биография
Бертен-Гаэтан Жюминер родился 6 августа 1927 года в Кайенне, во Французской Гвиане в семье торговца Феликса Жюминера и Мари-Леон Пласид. Его отец был уроженцем Французской Гвианы, мать была уроженкой Гваделупы. Оба родителя были потомками рабов-африканцев.
Среднее образование получил в лицее Карно в Пуэнт-а-Питре на Гваделупе. Продолжил обучение во Франции. Учился на медицинском факультете в университете Монпелье. По завершении высшего образования в 1956 году получил диплом доктора медицины. 
С 1956 по 1958 год работал врачом в Сен-Лоран-дю-Марони. Затем, с 1958 по 1981 год работал врачом в Тунисе, Сенегале и Франции, преподавал медицину в Мешхедском университете в Иране. В 1981 году вернулся на Гваделупу.
Его литературный дебют состоялся в 1961 году романом «Ублюдки» (фр. Les bâtards), напечатанным издательством «Африканское присутствие» в Париже. Предисловие к первому изданию книги было написано одним из родоначальников негритюда Эме Сезером. В этом во многом автобиографическом романе писатель подверг критике не только колониальную политику Франции с её дискриминацией по расовому признаку, но и дискриминацию креолов Французской Гвианы со стороны креолов Мартиники и Гваделупы. Вместе со своим земляком Леоном-Гонтраном Дамасом выступал за единство франкоязычных народов Карибского региона.
В 1982 году был назначен ректором академии Антильских островов и Гвианы, ныне разделенной на три отдельных высших учебных заведения — академии Мартиники, Гваделупы и Французской Гвианы. Занимал эту должность до 1987 года. Будучи членом Комитета Французской Республики по образованию, науке и культуре активно сотрудничал с ЮНЕСКО. Выступал за сохранение и развитие креольских языков. Он был одним из инициаторов принятия закона по осуждению рабства как преступления против человечности. В 1981 году Бертен Жюминер получил Карибскую литературную премию, став вторым, после Леона-Гонтрана Дамаса, писателем Французской Гвианы, удостоенным этой награды.
Он был дважды женат и от обоих браков имел семерых детей. 7 апреля 1995 года ему было присвоено звание офицера ордена Почётного легиона, а 29 марта 2002 года — звание командора того же ордена. Писатель был также кавалером ордена «За заслуги» и ордена «Академических пальм».
Бертен-Гаэтан Жюминер скончался 26 марта 2003 года в Труа-Ривьер на Гваделупе.

## Список произведений
- «Ублюдки» (фр. Les Bâtards 1961).
- «Преддверие нового крика» (фр. Au Seuil d'un nouveau cri 1963).
- «Месть Бозамбо» (фр. La Revanche de Bozambo 1968).
- «Наследники полуострова» (фр. Les Héritiers de la presqu'île 1979).
- «Доля секунды» (фр. La Fraction de seconde 1990).
- «Слово ночи» (фр. La  Parole de nuit 1994).